# Kieler Woche

Regattafeld vor Laboe 2003

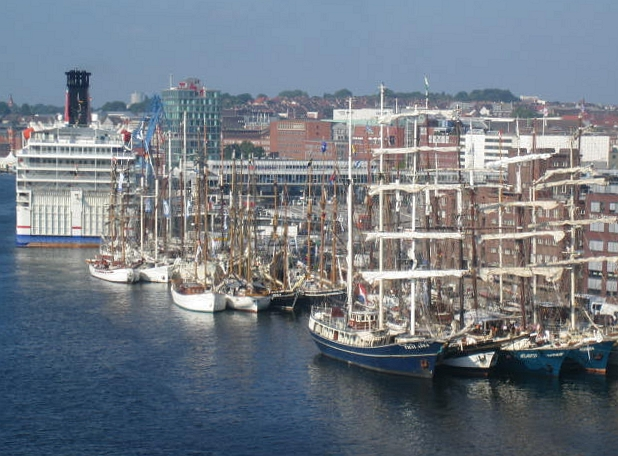
Kieler Hafen mit Großseglern (2006)

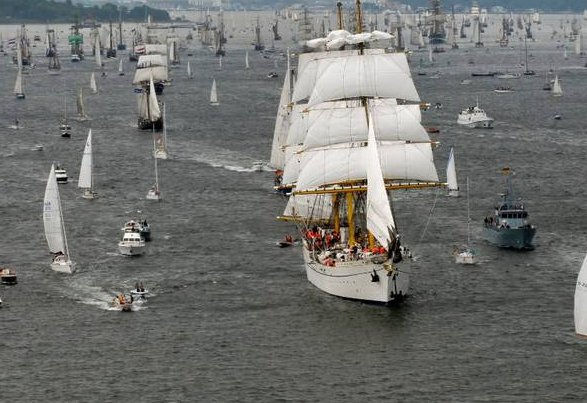
Die Gorch Fock auf der Windjammerparade 2014

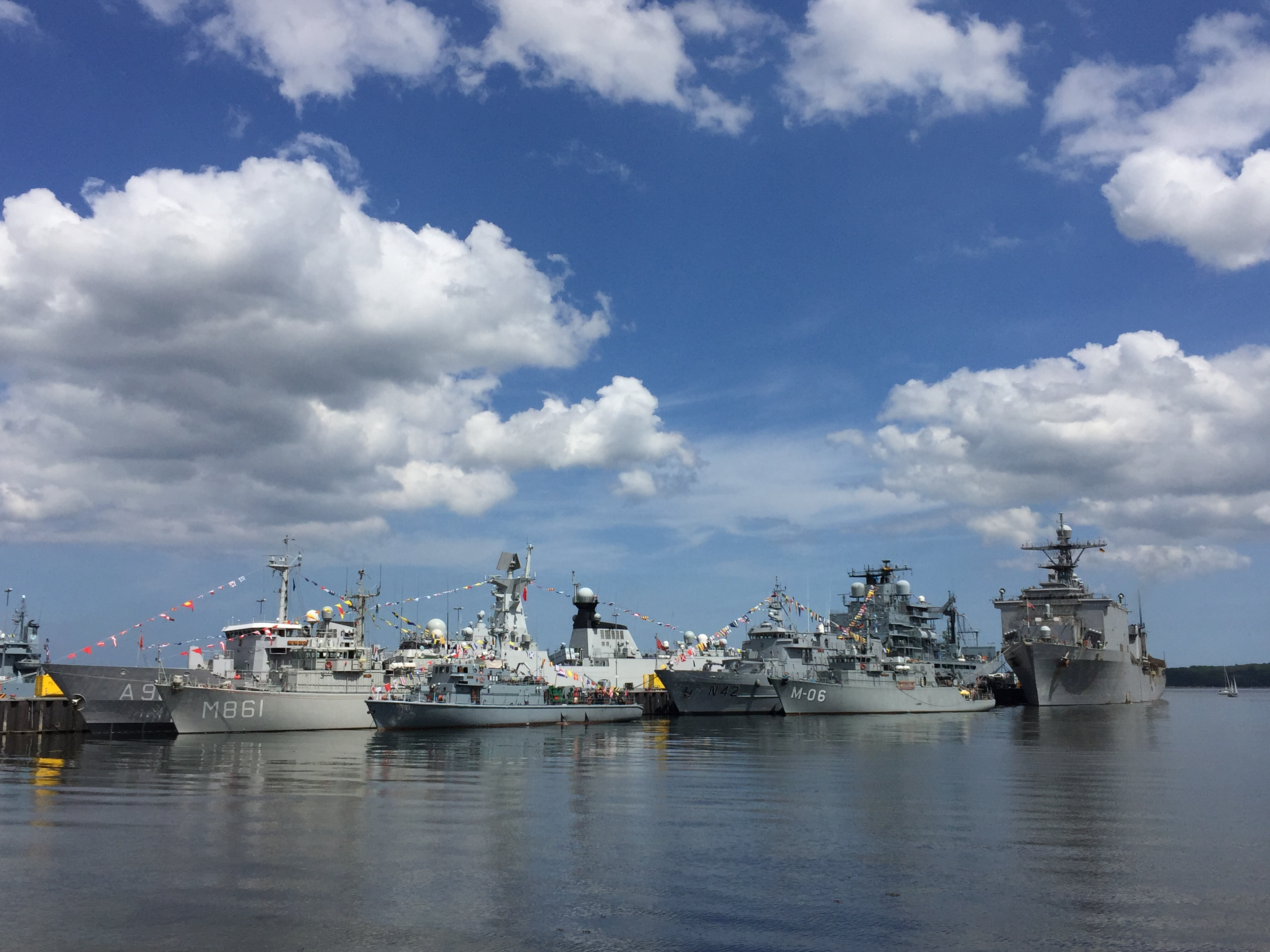
Marineschiffe diverser Nationen zu Gast (2018)

Die Kieler Woche ist eine jährlich stattfindende Segelregatta, die seit Ende des 19. Jahrhunderts in Kiel ausgetragen wird. Sie gilt als eines der größten Segelsportereignisse der Welt und wird mit jährlich mehreren Millionen Besuchern durch das größte Sommerfest Nordeuropas begleitet.
Das zugehörige Sommerfest entwickelte sich in den letzten Jahrzehnten zunehmend auch in weiten Teilen der Kieler Innenstadt, obwohl der Kern der Veranstaltung um die Segelsportwettbewerbe an der Kieler Förde ausgerichtet wird. Durch die Ausweitung bietet die Kieler Woche neben den sportlichen Aspekten ein umfangreiches Kulturprogramm mit über 2.000 Einzelveranstaltungen (2023). Darunter sind Auftritte internationaler wie lokaler Künstler, die unter anderem in rund 500 Konzerten auf etwa 20 Bühnen Live-Musik bieten. Jedes Jahr besuchen etwa 3 bis 4 Millionen Gäste die Kieler Woche, unter anderem auch zahlreiche Marineeinheiten aus über 14 Nationen (2023), über 4.000 Segler aus 47 Nationen (2023) und über ein Dutzend Städte-Delegationen (13 Delegationen aus 11 Nationen im Jahr 2023).
Als maritimer Höhepunkt gilt die Windjammerparade (seit 1998 jährlich) am letzten Samstag der Festwoche, an der mehr als 100 Groß- und Traditionssegler, historische Dampfschiffe sowie Hunderte von Segelyachten teilnehmen. Zu Gast sind in jedem Jahr auch zahlreiche Marine- sowie Segelschulschiffe aus anderen Ländern, die an der Oskar-Kusch-Mole anlegen und häufig die Besucher zum „Open Ship“ (Führung über das Schiff) einladen.
Ein weiterer Höhepunkt ist seit 2005 die jährliche Verleihung des Weltwirtschaftlichen Preises, der vom Kieler Institut für Weltwirtschaft (IfW), der örtlichen Industrie- und Handelskammer und der Stadt Kiel gemeinsam vergeben wird. Mit dem Preis werden Vordenker einer weltoffenen, marktwirtschaftlichen Gesellschaft gewürdigt. Seit 2015 führt das Institut für Sicherheitspolitik an der Universität Kiel (ISPK) mit wechselnden Partnern eine maritime Sicherheitspolitik-Konferenz zur Kieler Woche durch. Das Kiel International Seapower Symposium (KISS) ist Europas größte Zusammenkunft für Wissenschaftler, Militärs, NGO-Vertreter und Politiker aus dem Bereich Maritime Sicherheit.
Die Kieler Woche endet traditionell mit dem Sternenzauber über Kiel, einem Höhenfeuerwerk. Seit dem Jahr 2021 schließt die Kieler Woche mit einer multimedialen Abschlussinszenierung. Hierzu werden neben sehr lichtstarken Scheinwerfern (Movingheads) und Laserprojektoren auch Drohnen im Zusammenspiel mit dem Höhenfeuerwerk eingesetzt.

## Termin
Die Kieler Woche findet üblicherweise in der letzten vollständigen Juni-Woche statt; genau: Sie endet stets am letzten Sonntag des Monats Juni. Sie wird am Abend des Samstages acht Tage vorher mit dem sogenannten Glasen, dem Typhonsignal „Leinen los“ offiziell eröffnet. Inoffizieller Beginn des Sommerfestivals ist jedoch bereits am Freitagabend mit dem Soundcheck auf den Bühnen in der Kieler Innenstadt. Damit sind es insgesamt zehn Festtage, die am letzten Sonntag im Juni mit einer 20-minütigen Lichtshow, bestehend aus Feuerwerk-, Laser-, und Drohnenshow über der Kieler Innenförde festlich enden.
Bedingt durch die Coronaviruspandemie wurden die Kieler Wochen in den Jahren 2020 und 2021 nicht wie üblich Ende Juni, sondern jeweils Anfang September veranstaltet.

| Jahr | Kieler Woche (Nr.) | Bestehen der Kieler Woche (Jahre) | Bestehen des Nord-Ostsee-Kanal (Jahre) | Datum        | Besonderheiten | Gäste (Kunst, Kultur etc.)    |
| ---- | ------------------ | --------------------------------- | -------------------------------------- | ------------ | --- | ----------------------------- |
| 1882 | 1.                 | 0                                 | −13                                    | XX.–XX. Juni | 20 Segelyachten (eine davon dänisch) nehmen an einem Schiffsrennen von Düsternbrook aus teil. Aufgrund des großen Erfolgs findet die Veranstaltung bis heute jährlich statt. |                               |
| 1883 | 2.                 | 1                                 |                                        |              | |                               |
| 1884 | 3.                 | 2                                 |                                        |              | |                               |
| 1885 | 4.                 | 3                                 |                                        |              | |                               |
| 1886 | 5.                 | 4                                 |                                        |              | |                               |
| 1887 | 6.                 | 5                                 |                                        |              | |                               |
| 1888 | 7.                 | 6                                 |                                        |              | |                               |
| 1889 | 8.                 | 7                                 |                                        |              | Der deutsche Kaiser Wilhelm II. Besucht erstmals die Schiffsrennen. | Wilhelm II. (Deutsches Reich) |
| 1890 | 9.                 | 8                                 |                                        |              | |                               |
| 1891 | 10.                | 9                                 |                                        |              | |                               |
| 1892 | 11.                | 10                                |                                        |              | Mehr als 100 Schiffe melden sich für die Schiffsrennen an. |                               |
| 1893 | 12.                | 11                                |                                        |              | |                               |
| 1894 | 13.                | 12                                | −1                                     |              | Erstmals als „Kieler Woche“ in der Presse bezeichnet. |                               |
| 1895 | 14.                | 13                                | 0                                      |              | Einweihung Nord-Ostsee-Kanal, der während der Kieler Woche noch Kaiser-Wilhelm-Kanal genannt wurde.                                                                          |                               |
| 1896 | 15.                | 14                                | 1                                      |              | |                               |
| 1897 | 16.                | 15                                | 2                                      |              | |                               |
| 1898 | 17.                | 16                                | 3                                      |              | |                               |
| 1899 | 18.                | 17                                | 4                                      |              | |                               |

| Jahr | Kieler Woche (Nr.) | Bestehen der Kieler Woche (Jahre) | Bestehen des Nord-Ostsee-Kanal (Jahre) | Datum            | Besonderheiten | Gäste (Kunst, Kultur etc.) |
| ---- | ------------------ | --------------------------------- | -------------------------------------- | ---------------- | --- | -------------------------- |
| 1900 | 19.                | 18                                | 5                                      | XX.–XX. Juni     | |                            |
| 1901 | 20.                | 19                                | 6                                      |                  | |                            |
| 1902 | 21.                | 20                                | 7                                      |                  | |                            |
| 1903 | 22.                | 21                                | 8                                      |                  | |                            |
| 1904 | 23.                | 22                                | 9                                      |                  | |                            |
| 1905 | 24.                | 23                                | 10                                     |                  | |                            |
| 1906 | 25.                | 24                                | 11                                     |                  | |                            |
| 1907 | 26.                | 25                                | 12                                     |                  | Am 25. Jahrestag der Kieler Woche nahmen 6.000 Schiffe an der Regatta teil.                                                                                                 |                            |
| 1908 | 27.                | 26                                | 13                                     |                  | |                            |
| 1909 | 28.                | 27                                | 14                                     |                  | |                            |
| 1910 | 29.                | 28                                | 15                                     |                  | |                            |
| 1911 | 30.                | 29                                | 16                                     |                  | |                            |
| 1912 | 31.                | 30                                | 17                                     |                  | |                            |
| 1913 | 32.                | 31                                | 18                                     |                  | |                            |
| 1914 | (33.)              | 32                                | 19                                     |                  | Eröffnung neuer Kanalschleusen. Beginn Erster Weltkrieg. Abbruch am 28. Juni.                                                                                               |                            |
| 1915 | .                  | 33                                | 20                                     |                  | Ausgefallen |                            |
| 1916 | .                  | 34                                | 21                                     |                  | Ausgefallen |                            |
| 1917 | .                  | 35                                | 22                                     |                  | Ausgefallen |                            |
| 1918 | .                  | 36                                | 23                                     |                  | Ausgefallen |                            |
| 1919 | .                  | 37                                | 24                                     |                  | Ausgefallen |                            |
| 1920 | 33.                | 38                                | 25                                     |                  | Gilt als 33. Kieler Woche. |                            |
| 1921 | 34.                | 39                                | 26                                     |                  | |                            |
| 1922 | 35.                | 40                                | 27                                     |                  | |                            |
| 1923 | 36.                | 41                                | 28                                     |                  | |                            |
| 1924 | 37.                | 42                                | 29                                     |                  | |                            |
| 1925 | 38.                | 43                                | 30                                     |                  | |                            |
| 1926 | 39.                | 44                                | 31                                     |                  | |                            |
| 1927 | 40.                | 45                                | 32                                     |                  | |                            |
| 1928 | 41.                | 46                                | 33                                     |                  | |                            |
| 1929 | 42.                | 47                                | 34                                     |                  | |                            |
| 1930 | 43.                | 48                                | 35                                     |                  | |                            |
| 1931 | 44.                | 49                                | 36                                     |                  | |                            |
| 1932 | 45.                | 50                                | 37                                     |                  | |                            |
| 1933 | 46.                | 51                                | 38                                     |                  | 700jähriges Bestehen der Stadt Kiel (gegründet 1233) |                            |
| 1934 | 47.                | 52                                | 39                                     |                  | Die Kieler Woche wird ein Propagandainstrument der Nazis. |                            |
| 1935 | 48.                | 53                                | 40                                     |                  | |                            |
| 1936 | 49.                | 54                                | 41                                     |                  | Kiel ist erstmals Austragungsort der Segelwettbewerbe bei den Olympischen Sommerspielen.                                                                                    |                            |
| 1937 | 50.                | 55                                | 42                                     |                  | Die Kieler Woche 1937 wird vom neu gegründeten Yacht-Club von Deutschland organisiert.                                                                                      |                            |
| 1938 | 51.                | 56                                | 43                                     |                  | |                            |
| 1939 | 52.                | 57                                | 44                                     |                  | |                            |
| 1940 | .                  | 58                                | 45                                     |                  | Ausgefallen, Zweiter Weltkrieg |                            |
| 1941 | .                  | 59                                | 46                                     |                  | Ausgefallen |                            |
| 1942 | .                  | 60                                | 47                                     |                  | Ausgefallen |                            |
| 1943 | .                  | 61                                | 48                                     |                  | Ausgefallen |                            |
| 1944 | .                  | 62                                | 49                                     |                  | Ausgefallen |                            |
| 1945 | .                  | 63                                | 50                                     |                  | Britische Segelwettbewerbe ohne deutsche Beteiligung. Kein Kulturprogramm. Keine echte Kieler Woche.                                                                        |                            |
| 1946 | .                  | 64                                | 51                                     |                  | Britische Segelwettbewerbe ohne deutsche Beteiligung. Kein Kulturprogramm. Keine echte Kieler Woche.                                                                        |                            |
| 1947 | 53.                | 65                                | 52                                     | September        | Mit der Septemberwoche „Kiel im Aufbau“ wird der Grundstein der neuen Festwoche nach Ende des Zweiten Weltkriegs gelegt. Kulturprogramm im Herbst. Segelprogramm im Sommer. |                            |
| 1948 | 54.                | 66                                | 53                                     | 1.–5. September  | Neben den Segelregatten im Juni findet „Kiel im Aufbau“ zum zweiten Mal im September statt.                                                                                 |                            |
| 1949 | 55.                | 67                                | 54                                     | 19.–26. Juni     | Die Segel- und die Aufbauwoche werden erstmals zur Kieler Woche zusammengelegt.                                                                                             |                            |
| 1950 | 56.                | 68                                | 55                                     | 18.–25. Juni     | Als erster Bundespräsident besucht Theodor Heuss die Kieler Woche. |                            |
| 1951 | 57.                | 69                                | 56                                     | 16.–24. Juni     | |                            |
| 1952 | 58.                | 70                                | 57                                     | 22.–29. Juni     | |                            |
| 1953 | 59.                | 71                                | 58                                     | 22.–28. Juni     | |                            |
| 1954 | 60.                | 72                                | 59                                     | 20.–27. Juni     | |                            |
| 1955 | 61.                | 73                                | 60                                     | 19.–26. Juni     | |                            |
| 1956 | 62.                | 74                                | 61                                     | 17.–24. Juni     | |                            |
| 1957 | 63.                | 75                                | 62                                     | 23.–30. Juni     | |                            |
| 1958 | 64.                | 76                                | 63                                     | 22.–29. Juni     | |                            |
| 1959 | 65.                | 77                                | 64                                     | 21.–28. Juni     | |                            |
| 1960 | 66.                | 78                                | 65                                     | 19.–26. Juni     | |                            |
| 1961 | 67.                | 79                                | 66                                     | 18.–25. Juni     | |                            |
| 1962 | 68.                | 80                                | 67                                     | 17.–24. Juni     | |                            |
| 1963 | 69.                | 81                                | 68                                     | 23.–30. Juni     | |                            |
| 1964 | 70.                | 82                                | 69                                     | 21.–28. Juni     | |                            |
| 1965 | 71.                | 83                                | 70                                     | 20.–27. Juni     | |                            |
| 1966 | 72.                | 84                                | 71                                     | 19.–26. Juni     | |                            |
| 1967 | 73.                | 85                                | 72                                     | 18.–25. Juni     | |                            |
| 1968 | 74.                | 86                                | 73                                     | 23.–30. Juni     | |                            |
| 1969 | 75.                | 87                                | 74                                     | 22.–29. Juni     | |                            |
| 1970 | 76.                | 88                                | 75                                     | 21.–28. Juni     | |                            |
| 1971 | 77.                | 89                                | 76                                     | 20.–28. Juni     | |                            |
| 1972 | 78.                | 90                                | 77                                     | 4.–11. Juni      | Olympische Segelwettbewerbe in Kiel. Erste Windjammerparade. Die 2. Olympischen Spiele in Kiel.                                                                             |                            |
| 1973 | 79.                | 91                                | 78                                     | 23. Juni–1. Juli | Die Spiellinie wird, nach dem Erfolg der Olympischen Spielstraße für Kinder 1972, zu einer ständigen Einrichtung der Kieler Woche.                                          |                            |
| 1974 | 80.                | 92                                | 79                                     | 8.–16. Juni      | |                            |
| 1975 | 81.                | 93                                | 80                                     | 21.–29. Juni     | |                            |
| 1976 | 82.                | 94                                | 81                                     | 19.–27. Juni     | |                            |
| 1977 | 83.                | 95                                | 82                                     | 18.–26. Juni     | |                            |
| 1978 | 84.                | 96                                | 83                                     | 24. Juni–2. Juli | Erstmals „Europäischer Markt“ auf dem Rathausplatz. |                            |
| 1979 | 85.                | 97                                | 84                                     | 17.–24. Juni     | |                            |
| 1980 | 86.                | 98                                | 85                                     | 21.–29. Juni     | |                            |
| 1981 | 87.                | 99                                | 86                                     | 20.–28. Juni     | Der „Europäische“ wird zum „Internationalen Markt“. |                            |
| 1982 | 88.                | 100                               | 87                                     | 18.–27. Juni     | Die Kieler Woche feiert ihren 100. Geburtstag. |                            |
| 1983 | 89.                | 101                               | 88                                     | 18.–26. Juni     | 750jähriges Bestehen der Stadt Kiel (gegründet 1233) |                            |
| 1984 | 90.                | 102                               | 89                                     | 16.–24. Juni     | |                            |
| 1985 | 91.                | 103                               | 90                                     | 22.–30. Juni     | |                            |
| 1986 | 92.                | 104                               | 91                                     | 21.–29. Juni     | |                            |
| 1987 | 93.                | 105                               | 92                                     | 20.–28. Juni     | |                            |
| 1988 | 94.                | 106                               | 93                                     | 18.–26. Juni     | |                            |
| 1989 | 95.                | 107                               | 94                                     | 16.–25. Juni     | |                            |
| 1990 | 96.                | 108                               | 95                                     | 16.–24. Juni     | |                            |
| 1991 | 97.                | 109                               | 96                                     | 22.–30. Juni     | |                            |
| 1992 | 98.                | 110                               | 97                                     | 20.–28. Juni     | |                            |
| 1993 | 99.                | 111                               | 98                                     | 19.–27. Juni     | |                            |
| 1994 | 100.               | 112                               | 99                                     | 18.–26. Juni     | Die 100. Kieler Woche wird gefeiert. |                            |
| 1995 | 101.               | 113                               | 100                                    | 17.–25. Juni     | 100-jähriges Bestehen des Nord-Ostsee-Kanals. |                            |
| 1996 | 102.               | 114                               | 101                                    | 22.–30. Juni     | |                            |
| 1997 | 103.               | 115                               | 102                                    | 21.–29. Juni     | |                            |
| 1998 | 104.               | 116                               | 103                                    | 20.–28. Juni     | |                            |
| 1999 | 105.               | 117                               | 104                                    | 19.–27. Juni     | |                            |

| Jahr | Kieler Woche (Nr.) | Bestehen der Kieler Woche (Jahre) | Bestehen des Nord-Ostsee-Kanal (Jahre) | Datum            | Besonderheiten | Gäste (Kunst, Kultur etc.) |
| ---- | ------------------ | --------------------------------- | -------------------------------------- | ---------------- | --- | --- |
| 2000 | 106.               | 118                               | 105                                    | 17.–25. Juni     | | Roger Chapman, The Weather Girls, Die Happy, Klaus und Klaus, Subway to Sally, Liquido, Midge Ure, Lemonbabies, Purple Schulz, The Bates, Leningrad Cowboys, Götz Alsmann, Deichkind, Sportfreunde Stiller, The Temptations und weitere |
| 2001 | 107.               | 119                               | 106                                    | 16.–24. Juni     | | |
| 2002 | 108.               | 120                               | 107                                    | 22.–30. Juni     | | Roger Chapman, Die 3. Generation, Right Said Fred, Wolf Maahn, Tony Sheridan, Martin Schneider, Sydney Youngblood, Manfred Mann’s Earth Band, The Weather Girls, Haddaway, Wladimir Kaminer, Laith Al-Deen, Lighthouse Family, Hermes House Band, Jazzkantine, G. G. Anderson, Alcazar, Heather Nova, Tito & Tarantula, Alphaville und weitere |
| 2003 | 109.               | 121                               | 108                                    | 21.–29. Juni     | | The Pretenders, Ransom, Jürgen Drews, Die Happy, Michael Holm, Chris Roberts, Drafi Deutscher, Tomte, Ingrid van Bergen, Tiziano Ferro, Reamonn, Beatsteaks, Guildo Horn, Sportfreunde Stiller, Massive Töne, A Touch Of Class, Mr. President, Emil Bulls und weitere                                                                          |
| 2004 | 110.               | 122                               | 109                                    | 19.–27. Juni     | | Pulsedriver, Lotto King Karl, The Hooters, Laith Al-Deen, Torfrock, H-Blockx, Fettes Brot, Mia, Patrick Nuo, Kid Alex, Die Prinzen, Vonda Shepard, Ben Becker und weitere |
| 2005 | 111.               | 123                               | 110                                    | 18.–26. Juni     | Erstmals Weltwirtschaftspreis verliehen.                                                                                               | Juli, Max Mutzke, Glashaus, Gitte Hænning, Wencke Myhre, Annett Louisan, H-Blockx, One Fine Day, Torfrock, Madsen, Fury in the Slaughterhouse, Bosse, The Sweet, The BossHoss, Such a Surge, Mousse T., Extrabreit, Jimmy Somerville und weitere                                                                                               |
| 2006 | 112.               | 124                               | 111                                    | 17.–25. Juni     | Mit Bundeskanzlerin Angela Merkel eröffnet erstmals in der Geschichte der Kieler Woche ein deutsches Regierungsoberhaupt die Festtage. | Jürgen Drews, Hans Werner Olm, Simple Minds, Sydney Youngblood, Donots, Ingo Pohlmann, Patrick Nuo, Orange Blue, New Model Army, Illegal 2001, Editors, Revolverheld, Dog Eat Dog, Cutting Crew, Texas Lightning, De Höhner, Silbermond, Culcha Candela, Truck Stop, The Kooks, Reamonn, Andru Donalds, Outlandish und weitere                 |
| 2007 | 113.               | 125                               | 112                                    | 16.–24. Juni     | | |
| 2008 | 114.               | 126                               | 113                                    | 21.–29. Juni     | | |
| 2009 | 115.               | 127                               | 114                                    | 20.–28. Juni     | | |
| 2010 | 116.               | 128                               | 115                                    | 19.–27. Juni     | | |
| 2011 | 117.               | 129                               | 116                                    | 18.–26. Juni     | | |
| 2012 | 118.               | 130                               | 117                                    | 16.–24. Juni     | | |
| 2013 | 119.               | 131                               | 118                                    | 22.–30. Juni     | | |
| 2014 | 120.               | 132                               | 119                                    | 21.–29. Juni     | | |
| 2015 | 121.               | 133                               | 120                                    | 20.–28. Juni     | | |
| 2016 | 122.               | 134                               | 121                                    | 18.–26. Juni     | | |
| 2017 | 123.               | 135                               | 122                                    | 17.–25. Juni     | | |
| 2018 | 124.               | 136                               | 123                                    | 16.–24. Juni     | | Söhne Hamburgs |
| 2019 | 125.               | 137                               | 124                                    | 22.–30. Juni     | | Kool Savas, Cassandra Steen, Johannes Oerding, MC Fitti, Ugly Kid Joe, Grossstadtgeflüster, Mia, Fatoni, Tokio Hotel, Four Rooms und weitere. |
| 2020 | 126.               | 138                               | 125                                    | 5.–13. September | Verschoben wegen der COVID-19-Pandemie                                                                                                 | |
| 2021 | 127.               | 139                               | 126                                    | 4.–12. September | Verschoben wegen der COVID-19-Pandemie                                                                                                 | |
| 2022 | 128.               | 140                               | 127                                    | 18.–26. Juni     | | Truck Stop, Malik Harris, Leony, Namika, Max Giesinger, Kelvin Jones, Ofenbach, Joris, Sepultura, Royal Republic, Michael Schulte, Torfrock, Gil Ofarim und weitere. |
| 2023 | 129.               | 141                               | 128                                    | 17.–25. Juni     | | |
| 2024 | 130.               | 142                               | 129                                    | 22.–30. Juni     | Besonderes Augenmerk auf Teilhabe und Inklusion                                                                                        | Malik Harris, Max Giesinger, Milow, Saltatio Mortis, VoXXclub, Royal Republic, Torfrock, Peter Wackel und weitere |
| 2025 | 131.               | 143                               | 130                                    | 21.–29. Juni     | | Michael Schulte, Álvaro Soler, Sophie and the Giants, Alle Farben, Loona, Kamrad, Gloryhammer, The Subways, Callejon, H-Blockx, Rage, Die Prinzen, Bernhard Brink, Anna-Maria Zimmermann, Fünf Sterne deluxe, Ferris MC, Aura Dione, Ikke Hüftgold, Vize und weitere                                                                           |
| 2026 | 132.               | 144                               | 131                                    | 20.–28. Juni     | | |
| 2027 | 133.               | 145                               | 132                                    | 19.–27. Juni     | | |

## Segelregatten

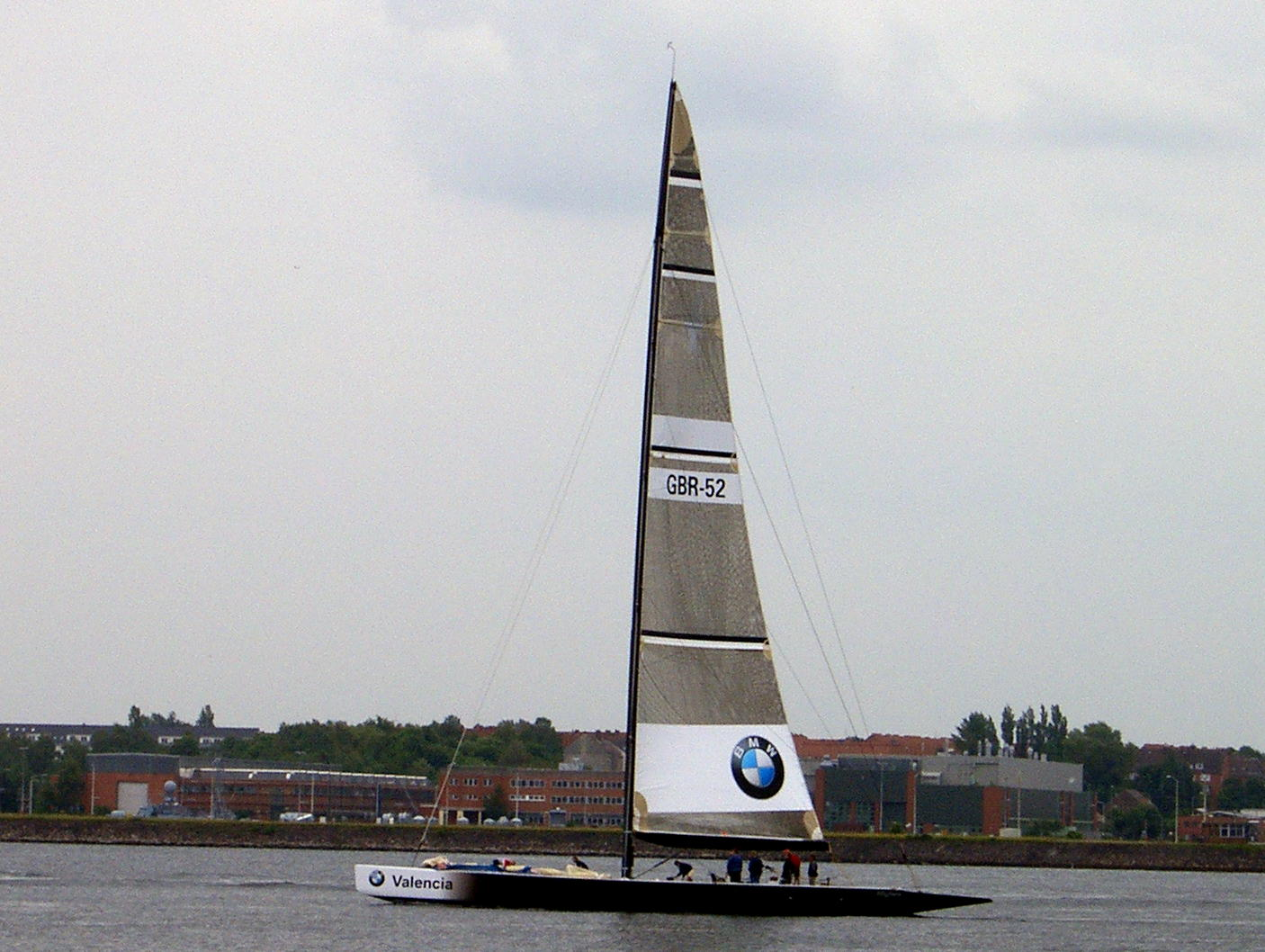
Yacht der IACC-Klasse bei der Kieler Woche 2005

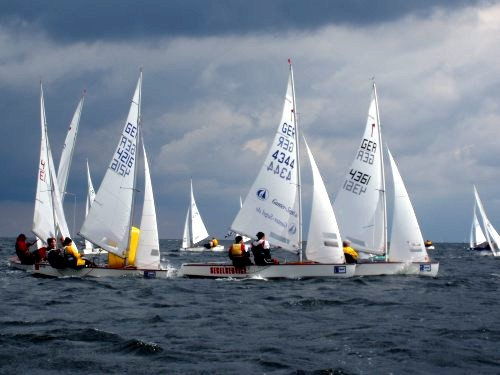
Regatta der Pirat-Klasse (2004)

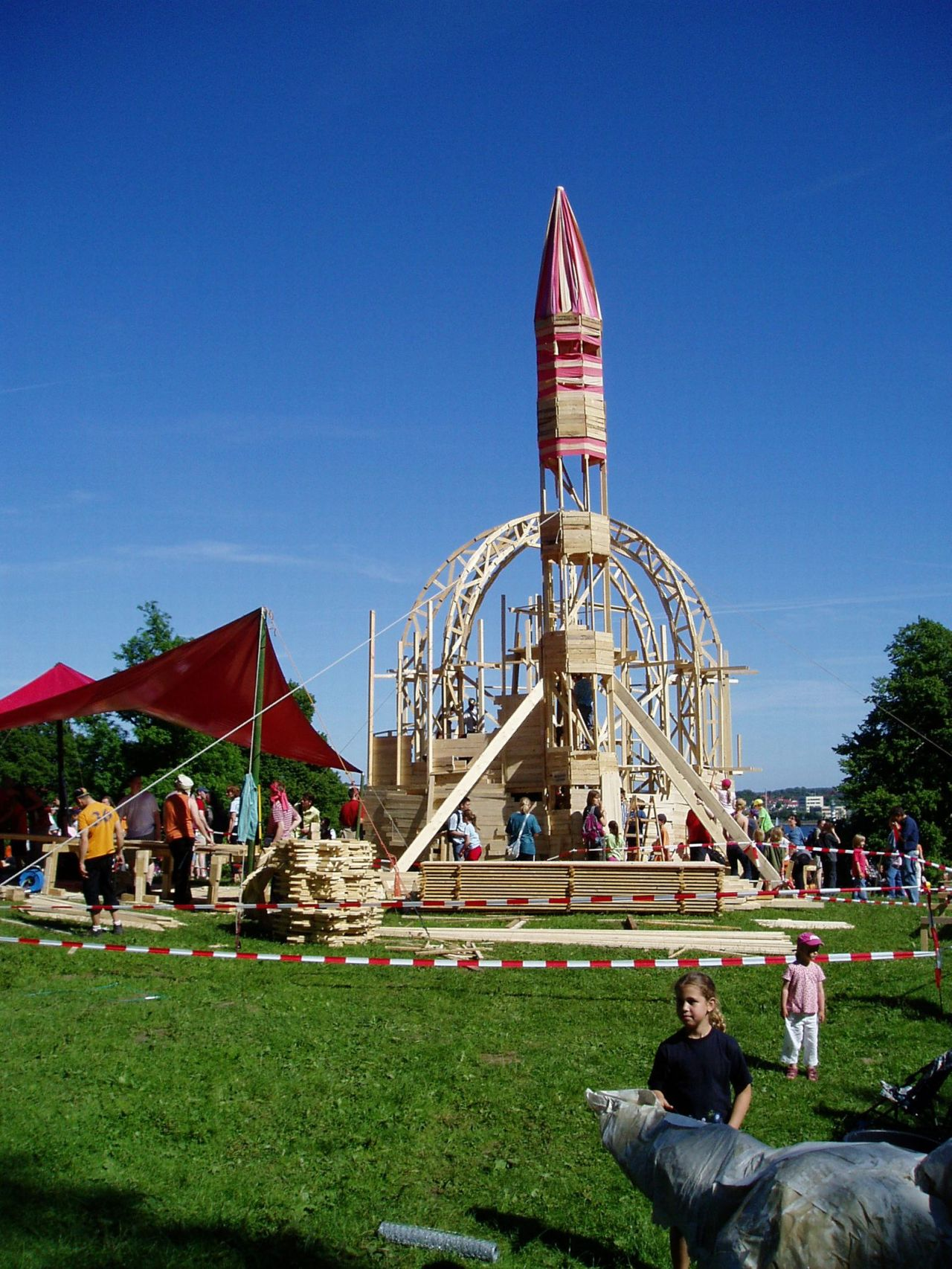
Die Spiellinie auf der Krusenkoppel, Juni 2005

Die meisten Segelwettfahrten beginnen in Schilksee (im Olympiazentrum Schilksee), dort liegt zum großen Teil das sportliche Zentrum der Kieler Woche. Aber auch an der Kiellinie entlang der Kieler Förde kann man vor allem vom Westufer aus weitere, kleinere Sportaktivitäten verfolgen wie Marinekutterregatten, Optimistensegeln, Kanupolo oder klassisches Kutterpullen. Ferner liefern sich stets am Mittwoch der Kieler Woche die großen Kieler Ruderclubs, EKRC, Germania, die Rudersportgruppe der Uni, der Akademische Ruderverein und die Schülerruderclubs das Stadtachterrennen von der Blücherbrücke zum Schülerrudersteg. Die traditionelle Eröffnungsregatta der Kieler Woche, die „Aalregatta“ Kiel–Eckernförde–Kiel (seit 1893, seit 1906 als Teil der Kieler Woche) wurde 2006 durch das „Welcome Race“ nach Laboe (ab 2010 wieder nach Eckernförde) ersetzt, wird nun aber mit Ziel Schilksee als eigenständige Veranstaltung weitergeführt.
Außer rund 5.000 Seglern aus mehr als 50 Nationen, die mit etwa 2.000 Booten die Wettbewerbe bestreiten, kommen jedes Jahr über drei Millionen Besucher in die Stadt. Die Regatten finden in 16 nationalen und internationalen Bootsklassen sowie in den zehn Olympischen Klassen statt. Zudem messen die Yachten in den Klassen ORC International I-IV und in verschiedenen One Design-Klassen ihre Kräfte.
Die Berichterstattung zu den Segelwettbewerben findet seit 2011 im Rahmen von Kieler Woche.TV statt; zunächst als eigener Fernsehsender, mittlerweile live per Stream und mit täglichen Highlights auf der Medienwebsite der Kieler Woche.

## Sommerfestival
Um das Segelereignis hat sich seit langem ein umfangreiches Sommerfestival etabliert. Entlang der Kiellinie, der Hafenpromenade an der Kieler Förde, und in weiten Teilen der Kieler Innenstadt finden sich weit über 20 Veranstaltungsorte, an denen ein umfangreiches Kulturprogramm angeboten wird. Besonders zu nennen sind der Kleinkunstbereich mit über 1.000 Veranstaltungen und die etwa 500 Konzerte aus allen Genres der Musik.
An der Hörn, der Kieler Hafenspitze, findet ein klassischer Jahrmarkt statt, das Kieler Hoftheater im Hiroshimapark bietet insbesondere Puppentheaterveranstaltungen an, und auf dem Rathausplatz und in der Fußgängerzone werden auf dem sogenannten „Internationalen Markt“ diverse internationale Spezialitäten angeboten. Für Kinder gibt es ein spezielles Programm auf der „Spiellinie“ an der Krusenkoppel.

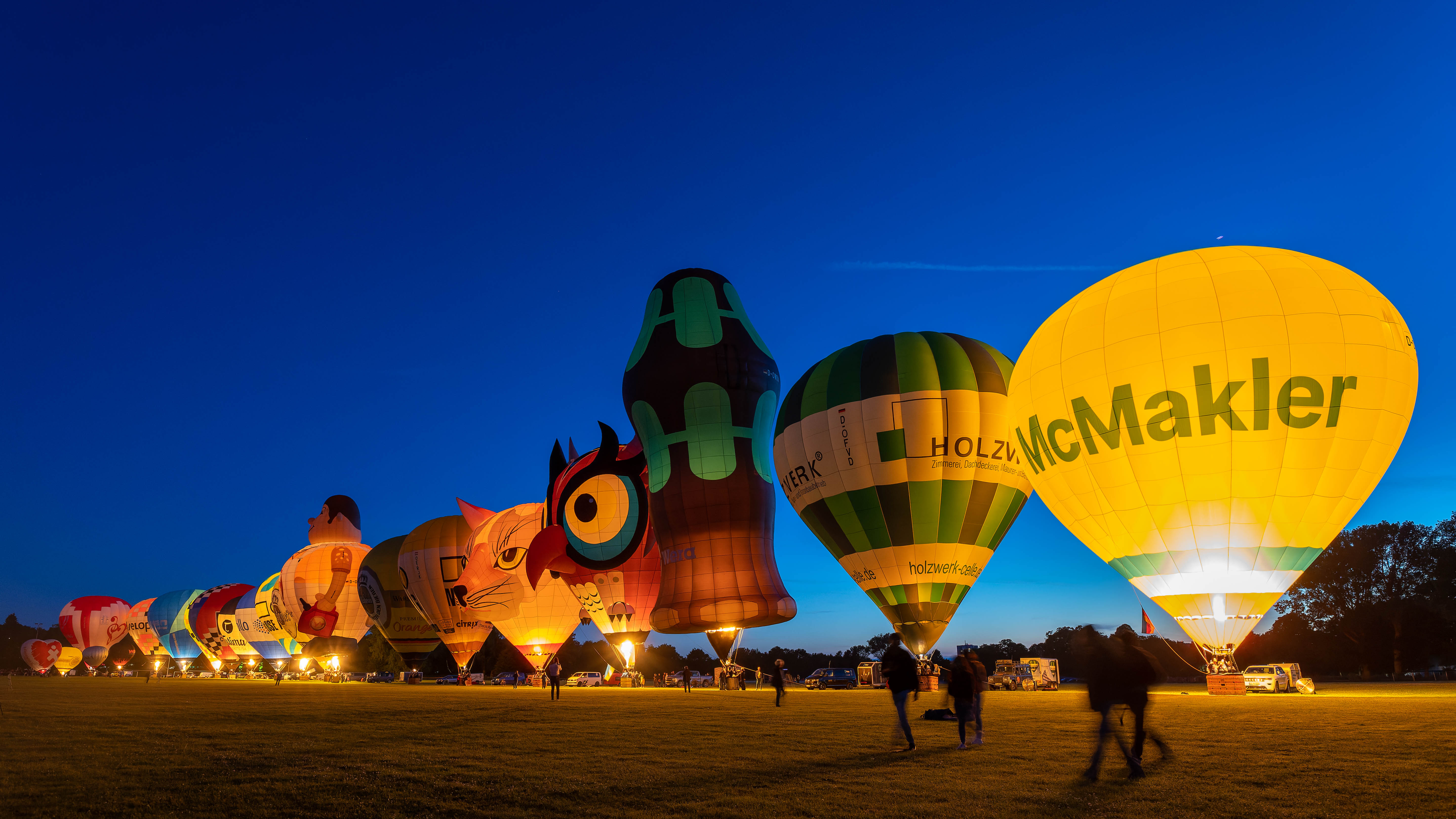
Night Glow bei der Balloon Sail 2022.

Die Balloon Sail gehört seit 2007 zum Programm der Kieler Woche. Bei Veranstaltungen, etwa dem Night Glow, bei dem die Ballons bei Einbruch der Dunkelheit im Takt der Musik erleuchten, kommen bis zu 25.000 Besucher auf das Nordmarksportfeld. Bei der Premierenveranstaltung waren 25 Teams mit ihren Heißluftschiffen und Ballons nach Kiel gekommen, 2014 waren es mehr als 70 Mannschaften aus dem In- und Ausland. Das Begleitprogramm besteht aus Segelkunstflug und Fallschirmspringen, Oldtimertreffen, Konzerten und Angeboten für Kinder.
Hauptsponsor der Kieler Woche war von 2002 bis 2009 der deutsche Fahrzeughersteller BMW. Zwischen 2010 und 2019 hat der Automobilhersteller Audi diese Rolle übernommen. Zu den Hauptsponsoren (Premiumpartner) zählen auch HSH Nordbank (jetzt „Hamburg Commercial Bank“) und Veolia Umweltservice.

## Das Kieler-Woche-Plakat
Seit 1948 wirbt alljährlich ein Kieler-Woche-Plakat für die Festwoche. Deren Design ist ein weiteres Beispiel für die kulturelle Positionierung und visuell-gestalterische Tradition der Kieler Woche. In diesem Kontext stellt eine Jury eine Auswahl von Grafikern zusammen und lädt diese dann zum Wettbewerb um das Corporate Design der Festwoche ein. Eine Einladung gilt bereits als Auszeichnung, da der Gestaltungswettstreit ein hohes Ansehen genießt und viele Motive mit nationalen und internationalen Preisen ausgezeichnet wurden.

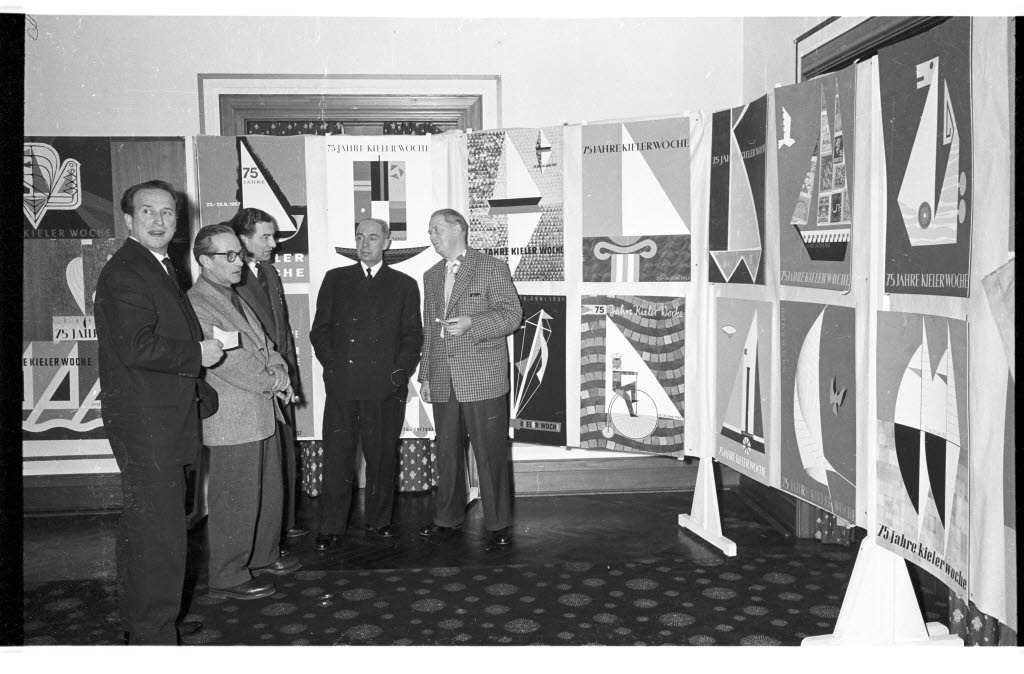
Plakatwettbewerb Kieler Woche 1957. Die Jury im Rathaus: Prof. Hermann Schardt (1.v.l.), Grafiker Hermann Eidenbenz (2.v.l.), Magistratsrat und Kunstmaler Lothar Schlüter (3.v.l.), Oberbürgermeister Hans Müthling (4.v.l.) und Maler Hans Rickers (5.v.l.).

Unter anderem entwarfen folgende Grafiker für die Kieler Woche:
Ernst Irmler (1953),
Anton Stankowski (1962),
Hans Georg Hillmann (1964),
Michael Engelmann (1965),
Bruno K. Wiese (1971 & 1982),
Rolf Müller (1972), Hans Peter Hoch (1973),
Otto Treumann (1975),
Doris Casse-Schlüter (1985),
Ruedi Baur (1986),
Rosemarie Tissi (1990),
Hans Günther Schmitz (1992),
Christof Gassner (1993),
Siegfried Odermatt (1994),
Barbara & Gerd Baumann (1995),
Willem Hendrik Crouwel (1998),
Anja Kühn (2000),
Fons M. Hickmann (2002),
Clemens Theobert Schedler (2003),
Bernd Kuchenbeiser (2004),
Cyan (2005),
Klaus Hesse (2006),
Markus Dreßen (2007),
Peter Zizka (2008),
Henning Wagenbreth (2009),
Andrew und Jeffrey Goldstein (2010),
Melchior Imboden (2011),
Jens Müller und Karen Weiland (2013)
Stefan Guzy und Björn Wiede (2015),
Stan Hema (2016),
Götz Gramlich (2017),
Verena Panholzer (2018),
Daniel Wiesmann (2019),
Jiri Oplatek (2020 und 2021: In der Corona-Pandemie fand 2021 kein eigener Gestaltungswettbewerb statt. Der Designer Jiri Oplatek entwickelte aus seinem Entwurf für 2020 eine Variation für 2021),
Tania Prill (2022).
Die Reihe der Kieler-Woche-Plakate gilt als Spiegelbild der jüngeren Grafikgeschichte. Die Motive werden auf vielerlei Objekten aufgebracht und nahezu alle dieser – meist vom Wettbewerbsgewinner selbst entwickelten – Anwendungen erreichen nach kurzer Zeit Sammlerstatus.

## Geschichte

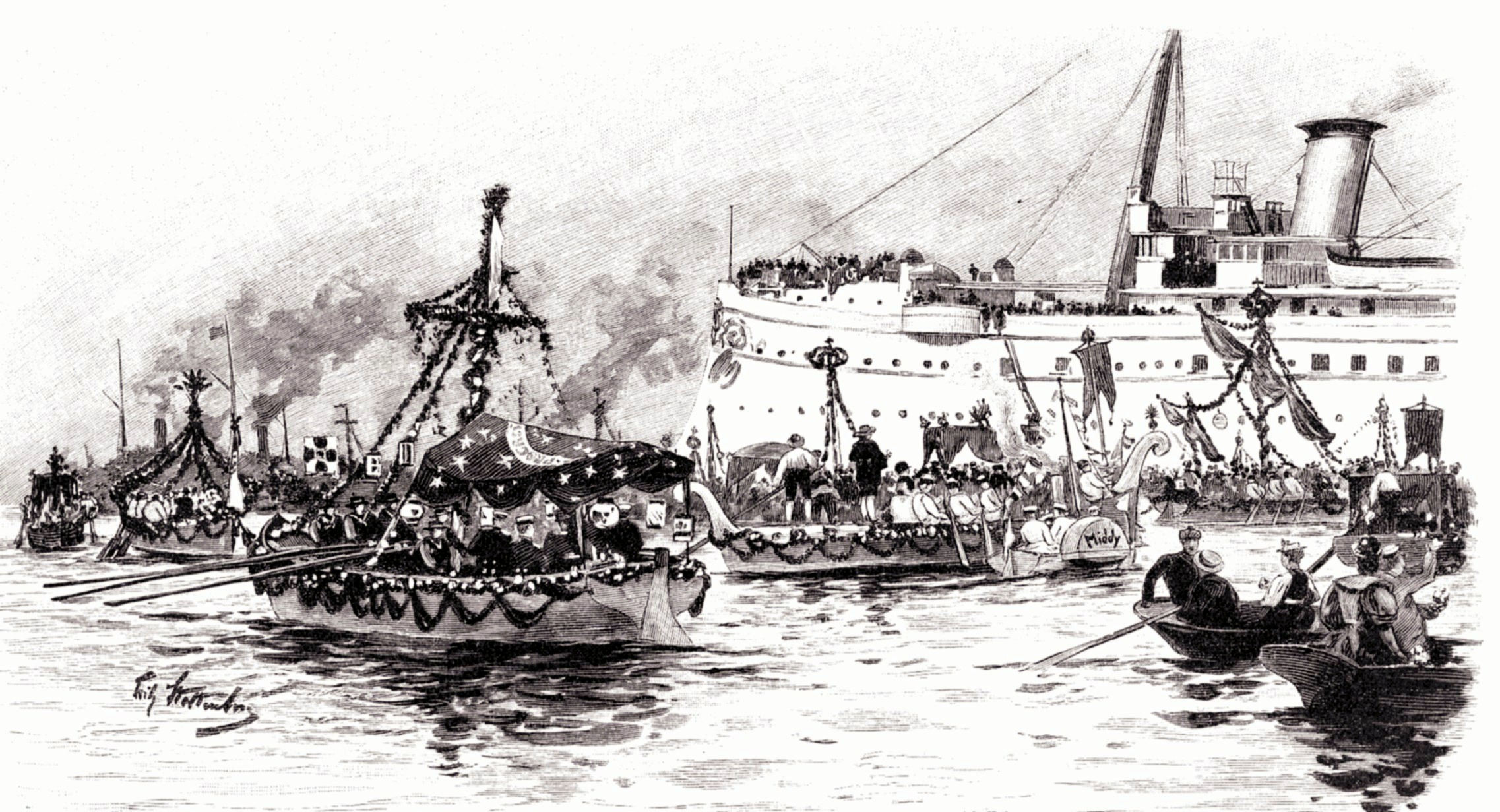
Kieler Regattawoche 1894: Der Blumenkorso am Abend des 28. Juni; gez. von Fritz Stoltenberg

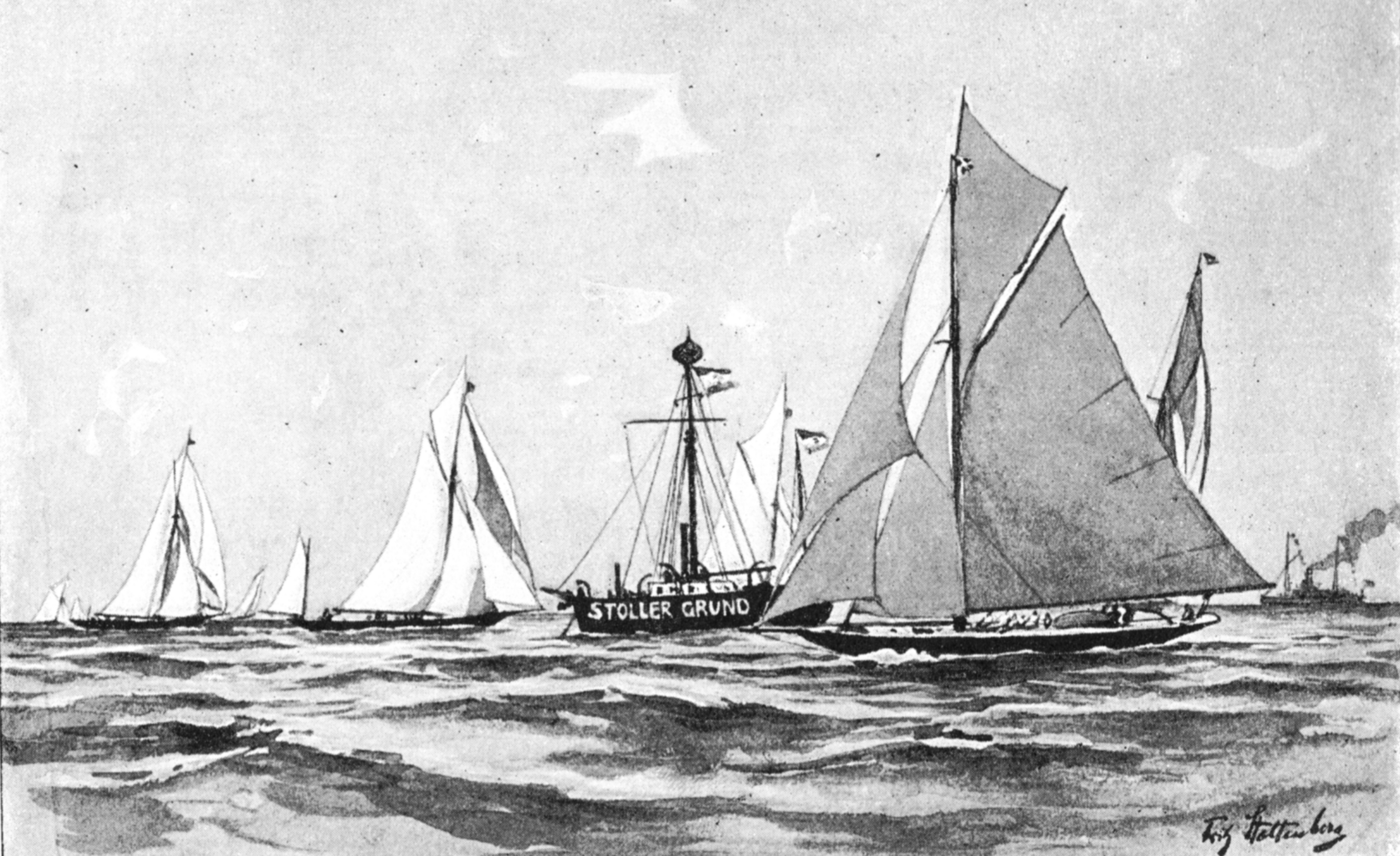
Impression von der Kieler Woche, von Fritz Stoltenberg um 1895

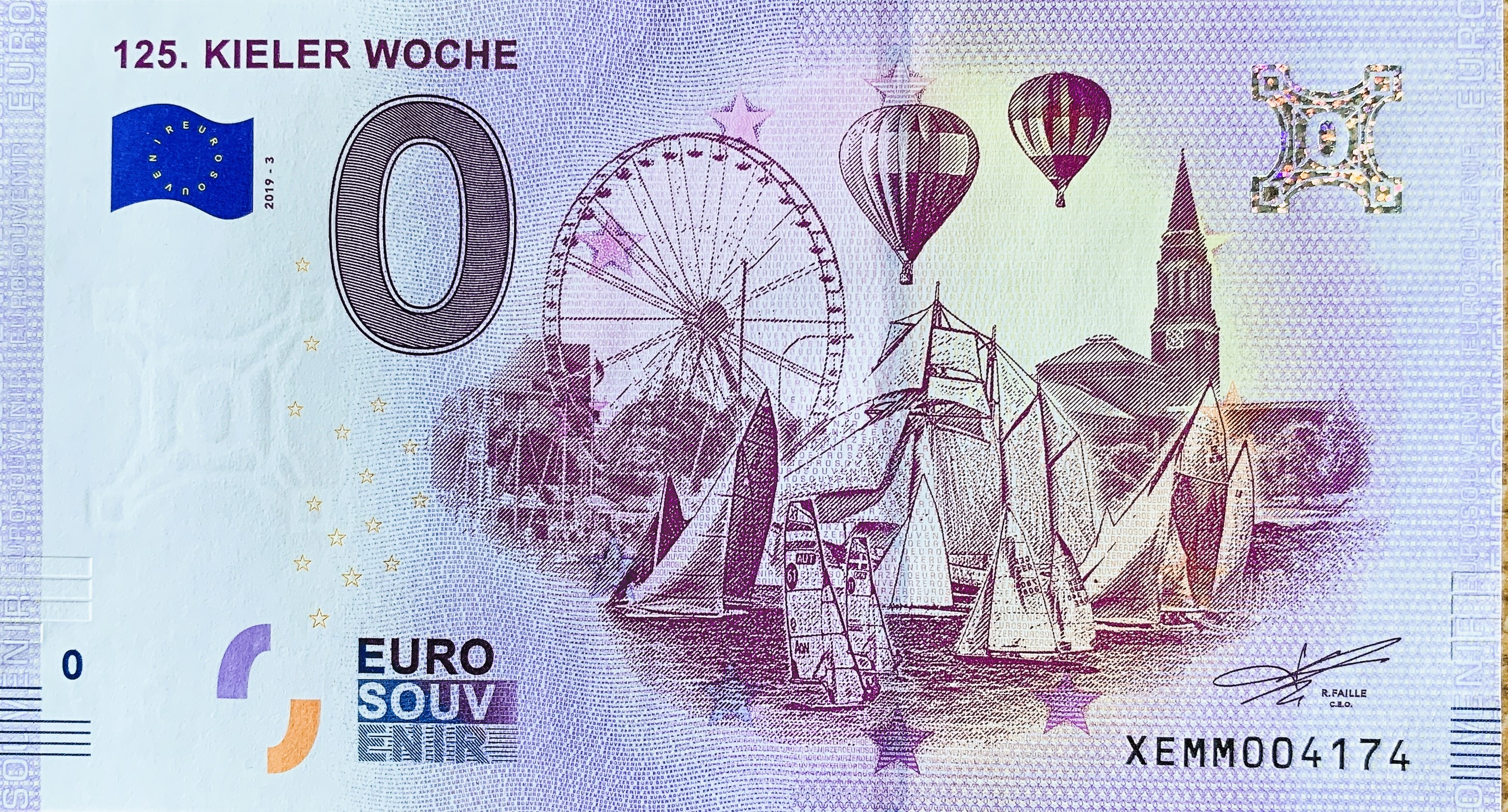
0-Euro-Schein zur 125. Kieler Woche (2020)

### Forschungsergebnisse
“...Trotz über mehr als hundertjähriger Tradition ist der Segelsport in Deutschland im Vergleich mit Nationen wie Amerika oder Großbritannien eine jüngere Disziplin. Der Segelsport entwickelte sich in deutschen Ländern ab Mitte des 19. Jahrhunderts. Selbstverständlich gab es zuvor neben dem berufsbedingten Segeln auch Seglerschaft aus Spaß und Freude. Zusammenschlüsse oder gar Vereine gab es anfangs jedoch nicht (1).(...) Die Organisation des Segelsports gewann besonders ab den 1880er Jahren an Aufschwung, woran die Kieler Segelbegeisterten einen nicht unerheblichen Anteil hatten (2). (...) Hier wurde anfänglich auf den Beibooten der Marineschiffe oder auf Segelschiffen der Berufsseeleute gesegelt. Die erste Freizeityacht auf der Förde war die 1875 von dem Kieler Bootsbauer Theede gebaute „Argo“ des Marine-Ingenieurs Gustav Sonntag. Im Jahr 1880 wurde der Marine-Ingenieur Hermann Saefkow von Danzig nach Kiel versetzt. Saefkow, Mitglied des Königsberger Seglerclubs „RHE“, brachte seine Yacht „Anna“ mit und versuchte, zusammen mit dem Marine-Ingenieur Carl Busley und dem Kapitänleutnant Lüder Arenhold, die Kieler „Spaßsegler“ zum Wettfahren, dem sogenannten Regattieren, zu animieren. Ihr Werben blieb nicht umsonst. (...).”

### Die Anfänge
Am 23. Juli 1882 starteten 20 Yachten zu einer Regatta vor Düsternbrook. Des großen Erfolgs wegen wurde die Regatta in den folgenden Jahren wiederholt. So fanden zwei Jahre später die Segelwettfahrten bereits über eine ganze Woche verteilt statt. Der Name „Kieler Woche“ entstand durch einen Journalisten, der diese Veranstaltung 1894 in der Presse erstmals so benannte. 1889 besuchte zum ersten Mal Kaiser Wilhelm II. die Kieler Wettfahrten. Er war Kommodore im Kaiserlichen Yacht Club Kiel und förderte den Segelsport ebenso wie sein Bruder Heinrich von Preußen. 1892 lagen erstmals 100 Anmeldungen zur Regattateilnahme vor. Kaiser Wilhelm II. wurde mit den kaiserlichen Yachten Meteor regelmäßiger Gast. Im Rahmen der Kieler Woche 1895 wurde der Kaiser-Wilhelm-Kanal feierlich eröffnet.
Im Jahr 1899 endete die Woche mit dem auf die Hamburger Kaufleute Hermann Wentzel und Hermann Dröge zurückgehenden Rennen in Travemünde. Dessen Sieger erhielt seinerzeit eine Flasche Lübecker Rotspon. Die dortige Regatta war durch Hermann Fehlings, damals Vorsitzender des Lübecker Yacht-Clubs, ins Leben gerufen worden. Schon bald sollte es eine eigenständige Veranstaltung, die Travemünder Woche, werden.
1905 fanden im Rahmen der Kieler Woche auch Rennen für Motorboote statt. Im ersten Vierteljahrhundert gingen fast 6.000 Boote an den Start. Mit der Eröffnung der neuen Kanalschleusen des Kaiser-Wilhelm-Kanals wurde 1914 ein neuer Höhepunkt gesetzt. Während der Kieler Woche, am 28. Juni, wurde der österreichische Thronfolger in Sarajevo ermordet, woraufhin die Wettfahrt abgebrochen wurde. Während des folgenden Ersten Weltkriegs wurde keine Kieler Woche veranstaltet (1915–1919).
Mit der Machtübernahme der Nationalsozialisten erfolgte auch ein inhaltlicher Wandel der Kieler Woche. Zwar fanden bis zum Kriegsausbruch 1939 weiterhin Segelveranstaltungen statt, jedoch nun deutlich vor dem Hintergrund der nationalsozialistischen Propaganda. So wurde Kiel 1936 zum ersten Mal Austragungsort der Olympischen Segelwettbewerbe, doch auch diese Veranstaltung muss in Zusammenhang mit dem stetig wachsenden Propagandaapparat der Nationalsozialisten betrachtet werden. 1937–1939 wurde die Kieler Woche vom Yacht-Club von Deutschland veranstaltet.
In den Kriegsjahren zwischen 1940 und 1944 fand die Kieler Woche abermals nicht statt. 1945 wurde die erste Segelwoche nach dem Zweiten Weltkrieg von der britischen Besatzungsmacht unter dem Namen „Kiel-Week“ veranstaltet, allerdings ohne jegliche deutsche Beteiligung.
Eine neue Festwoche, die von der Kieler Stadtvertretung organisiert und im September 1947 unter dem Namen Kiel im Aufbau gefeiert wurde, sollte in erster Linie der Kieler Bevölkerung nach den schweren Kriegsjahren neuen Lebensmut geben. Zahlreiche Ausstellungen, Vorträge und Kundgebungen berichteten von den Aufbauarbeiten und Fortschritten und gaben Hoffnung für die Zukunft der Stadt. Im September 1948 wurde Kiel im Aufbau zum zweiten Mal veranstaltet, 1949 fand dann erstmals nach dem Krieg wieder eine gemeinsame Kieler Woche statt, die ein Miteinander von Segelveranstaltung – wie bei der „Kiel Week“ – und Kulturprogramm, Jugend- und Volksfest sein sollte.
1950 eröffnete mit Theodor Heuss zum ersten Mal ein Bundespräsident die Kieler Woche; viele Bundespräsidenten und -kanzler läuteten seither ebenfalls die Kieler Wochen ein. Bedeutende Bühnen und Orchester aus allen skandinavischen Staaten setzten 1962 neue Akzente im kulturellen Teil. 1972 wurden die Olympischen Segelwettbewerbe zum zweiten Mal in Kiel ausgetragen. Aus deren Anlass fand 1972 auch die erste, große „Windjammerparade“ (Operation Sail 1972) statt – sie ist heute eine feste Größe im Kieler-Woche-Programm und findet immer am vorletzten Tag der Kieler Woche statt. Nach dem Vorbild der Olympischen Spielstraße wurde auf der „Kiellinie“ (eine Promenade am Fördeufer) 1974 die „Spiellinie“ eingerichtet.
1994 wurde die 100. Kieler Woche veranstaltet (da in den jeweiligen Kriegsjahren keine Kieler Wochen stattfanden). Im Mittelpunkt der Kieler Woche 1995 stand das 100-jährige Bestehen des Nord-Ostsee-Kanals. 2007 feierte die Kieler Woche ihr 125-jähriges Bestehen. Der Filmemacher Gerald Grote veröffentlichte aus diesem Anlass die Dokumentation 8 Millimeter Kieler Woche, die aus privaten 8-mm-Filmaufnahmen bestehend einen Rückblick auf die Geschichte der Kieler Woche bietet.
2020 wurde die Kieler Woche aufgrund der weltweiten COVID-19-Pandemie in den September verschoben. Da auch zu diesem Zeitpunkt die Pandemie immer noch vorherrschte und deutschlandweit Veranstaltungen eingeschränkt oder abgesagt werden mussten, lag der Fokus auf den Segelwettbewerben und das Volksfest entlang der Kiellinie fand nicht statt. Einige Events wurden mit kleiner Teilnehmerzahl durchgeführt und viele Veranstaltungen im Internet live übertragen.

## Galerie

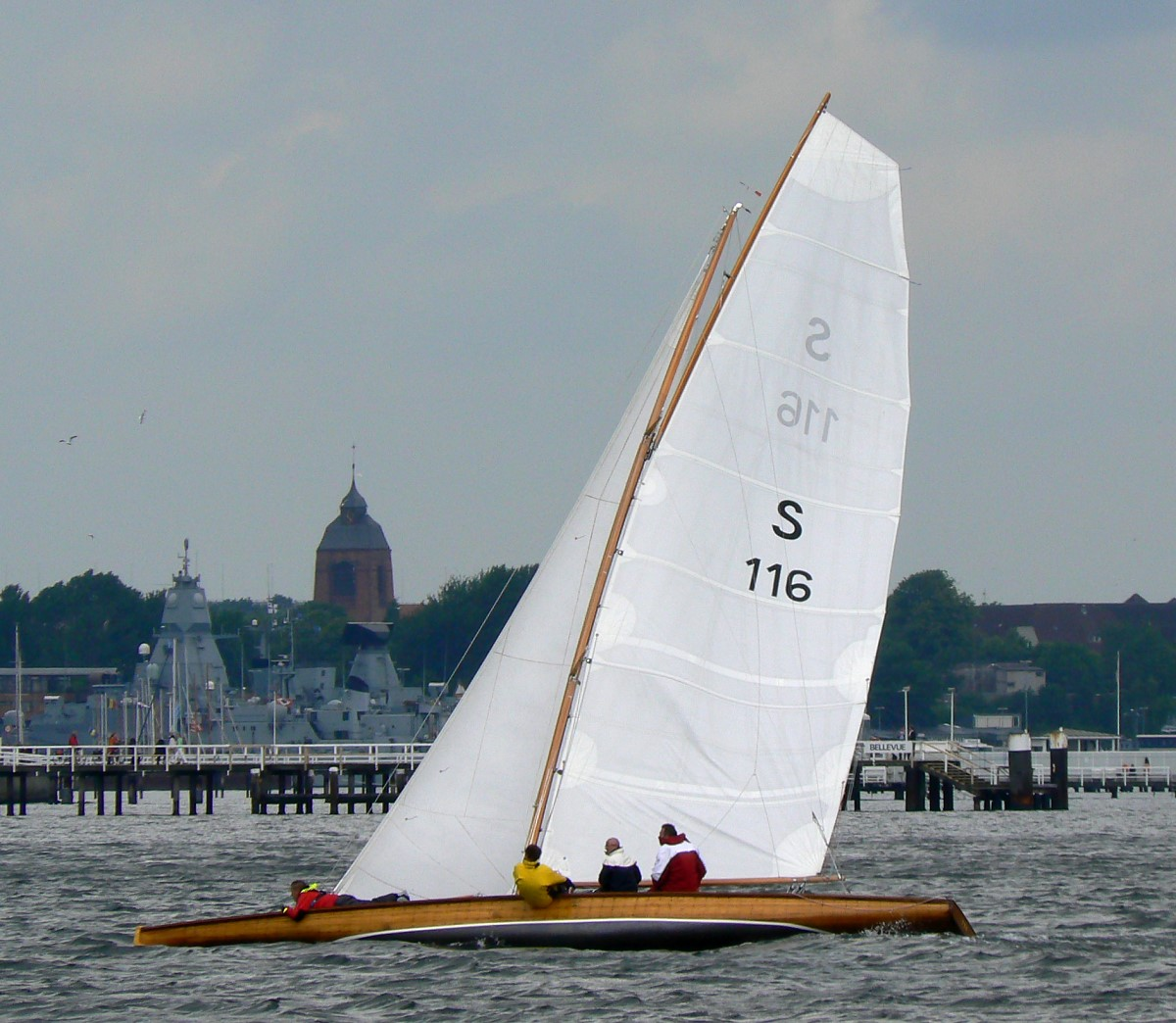
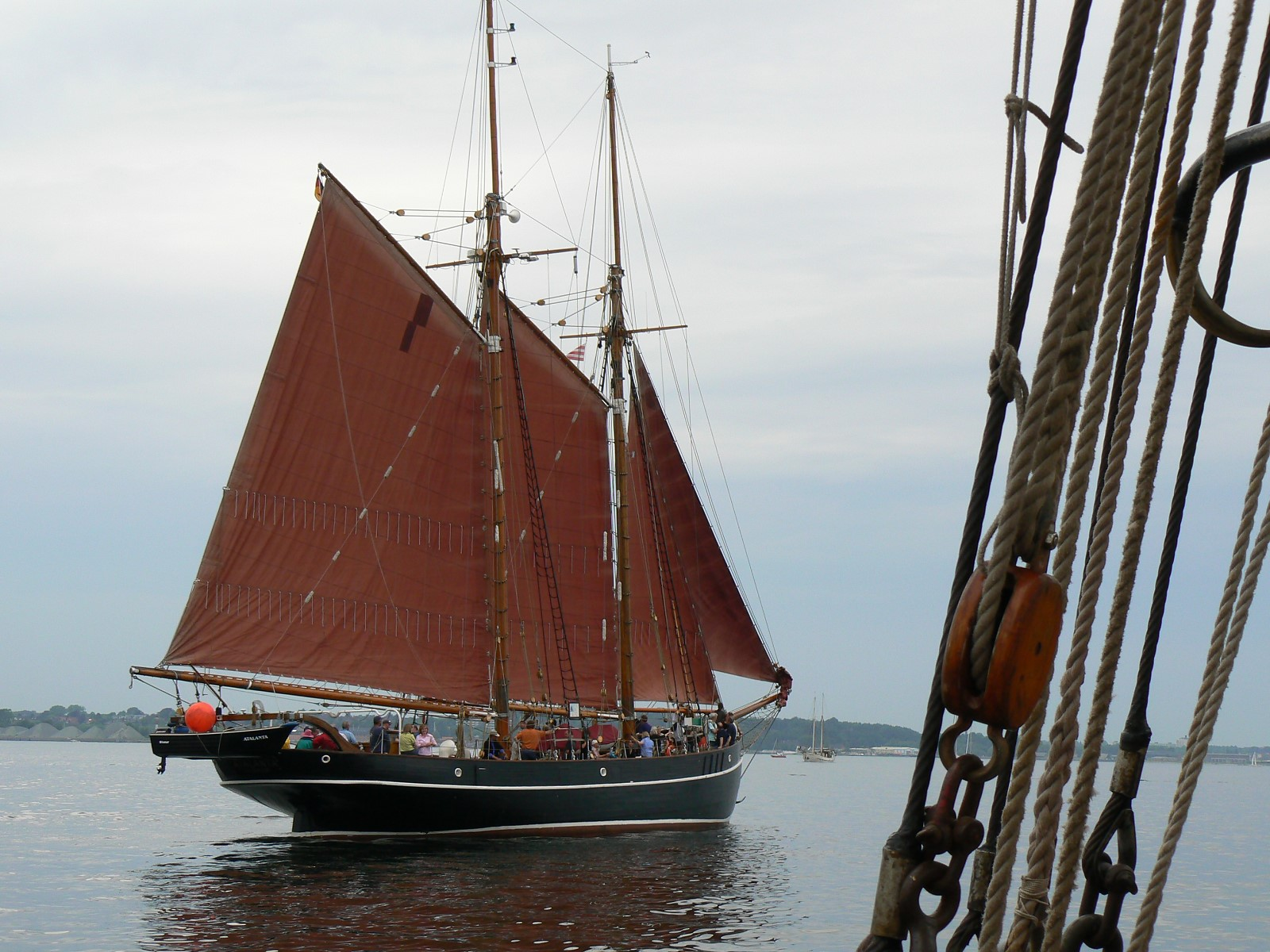
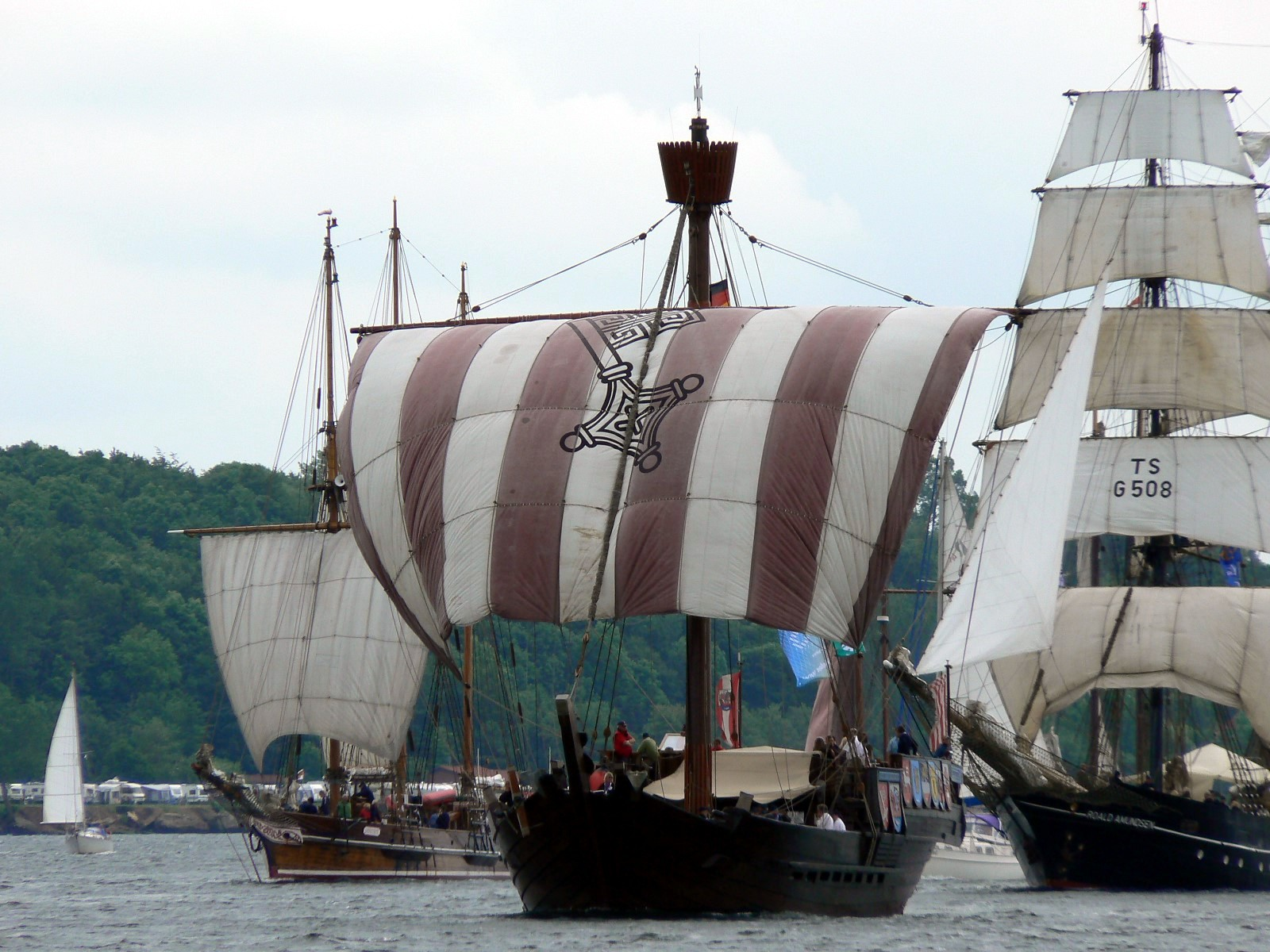
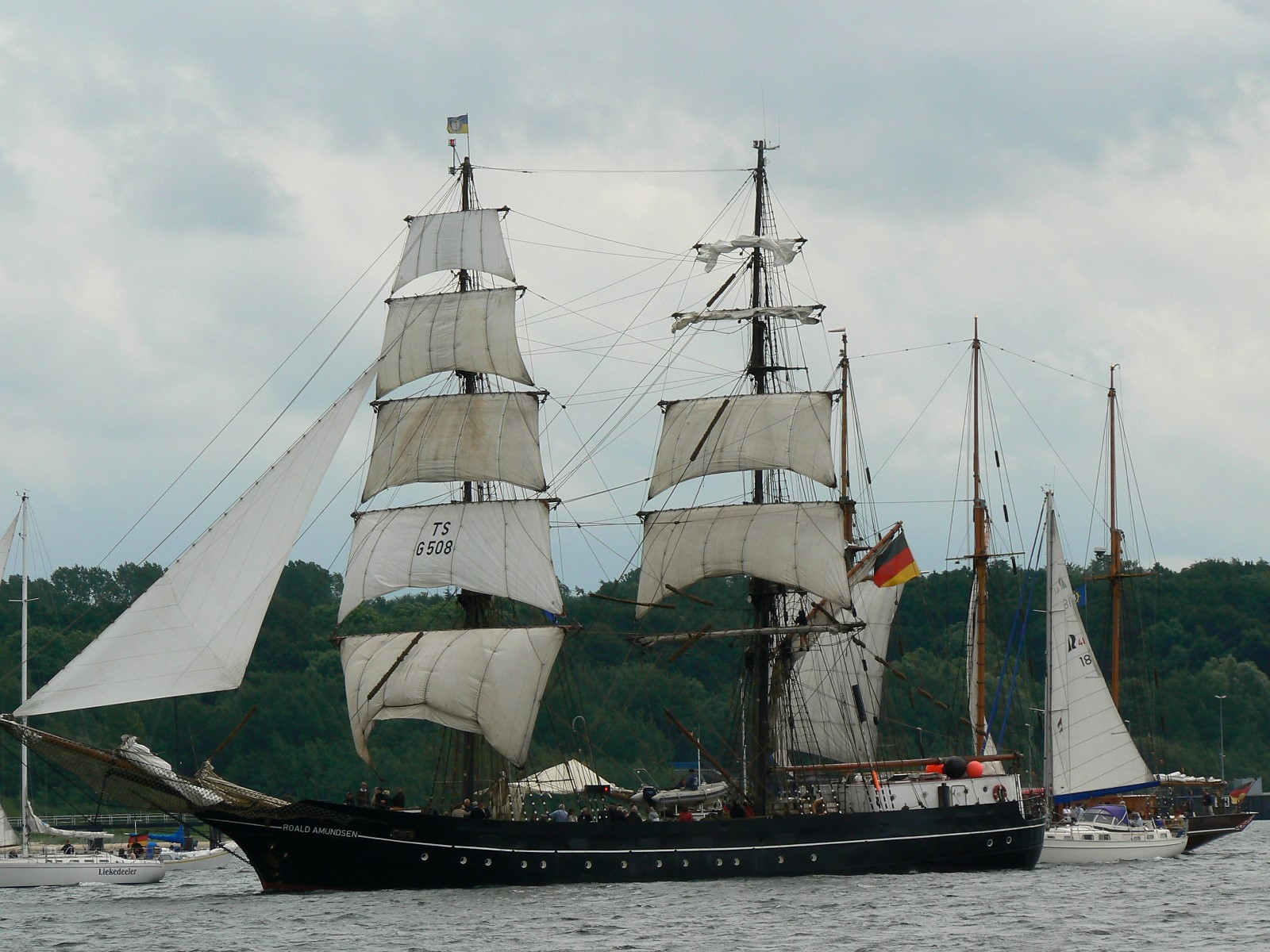
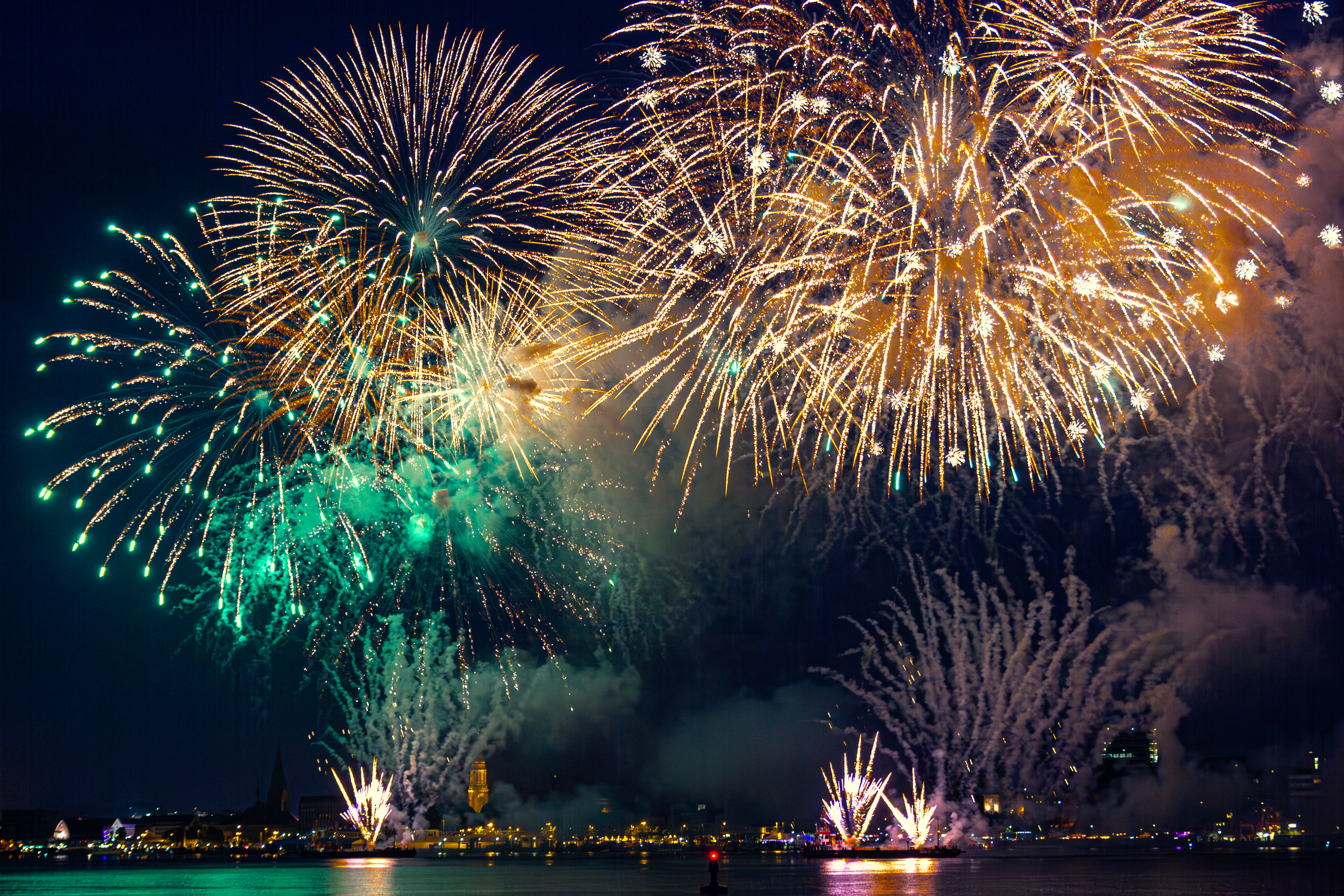
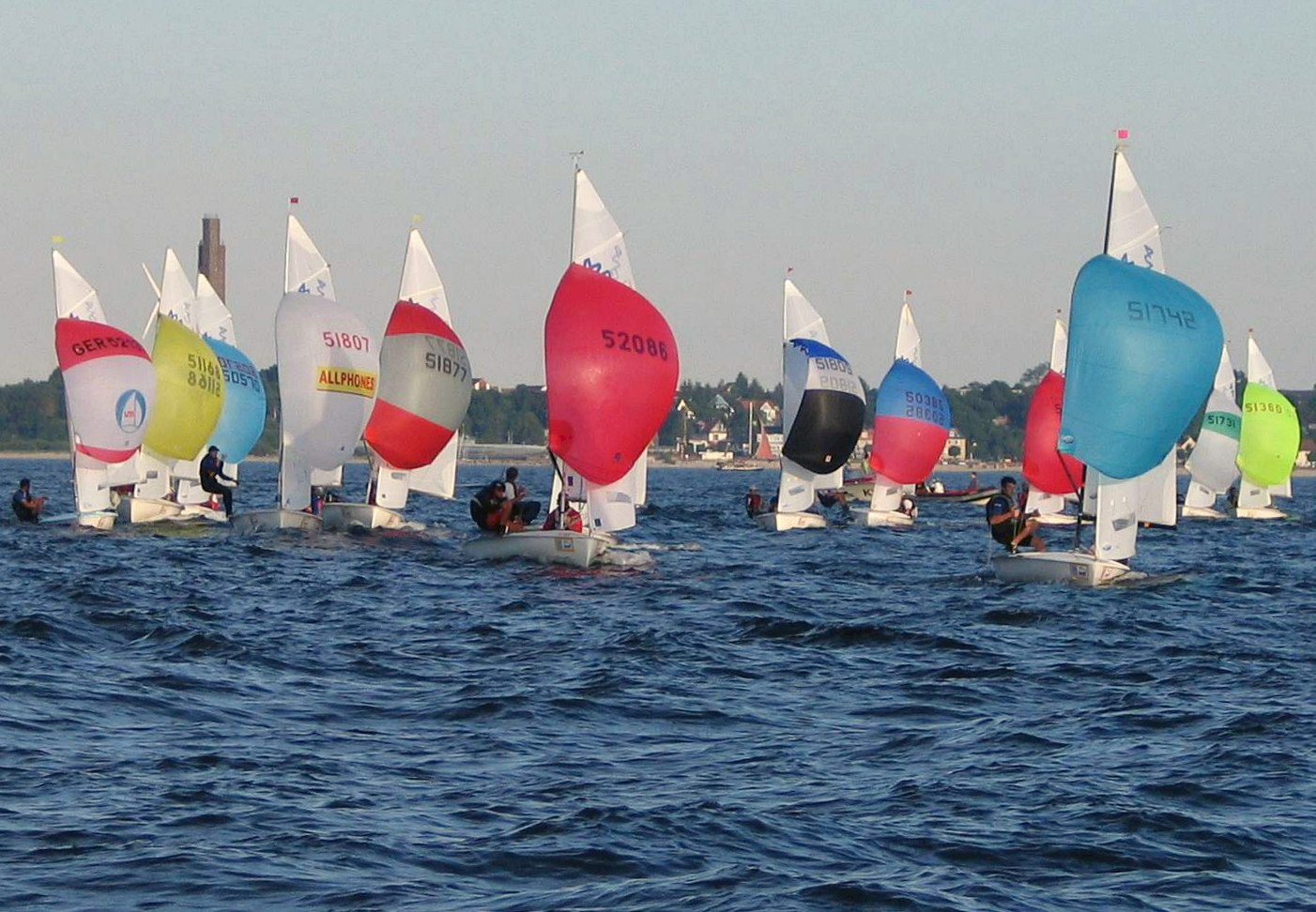
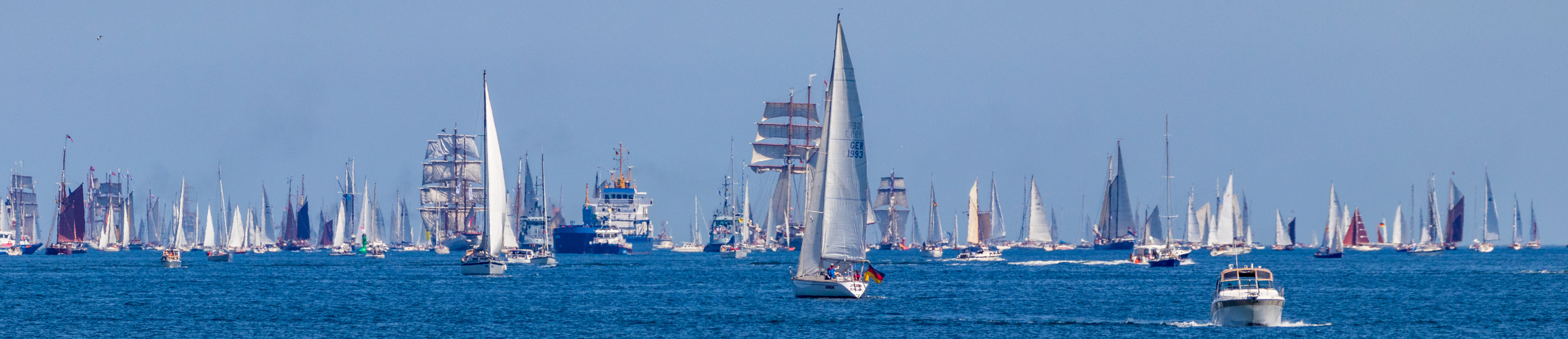
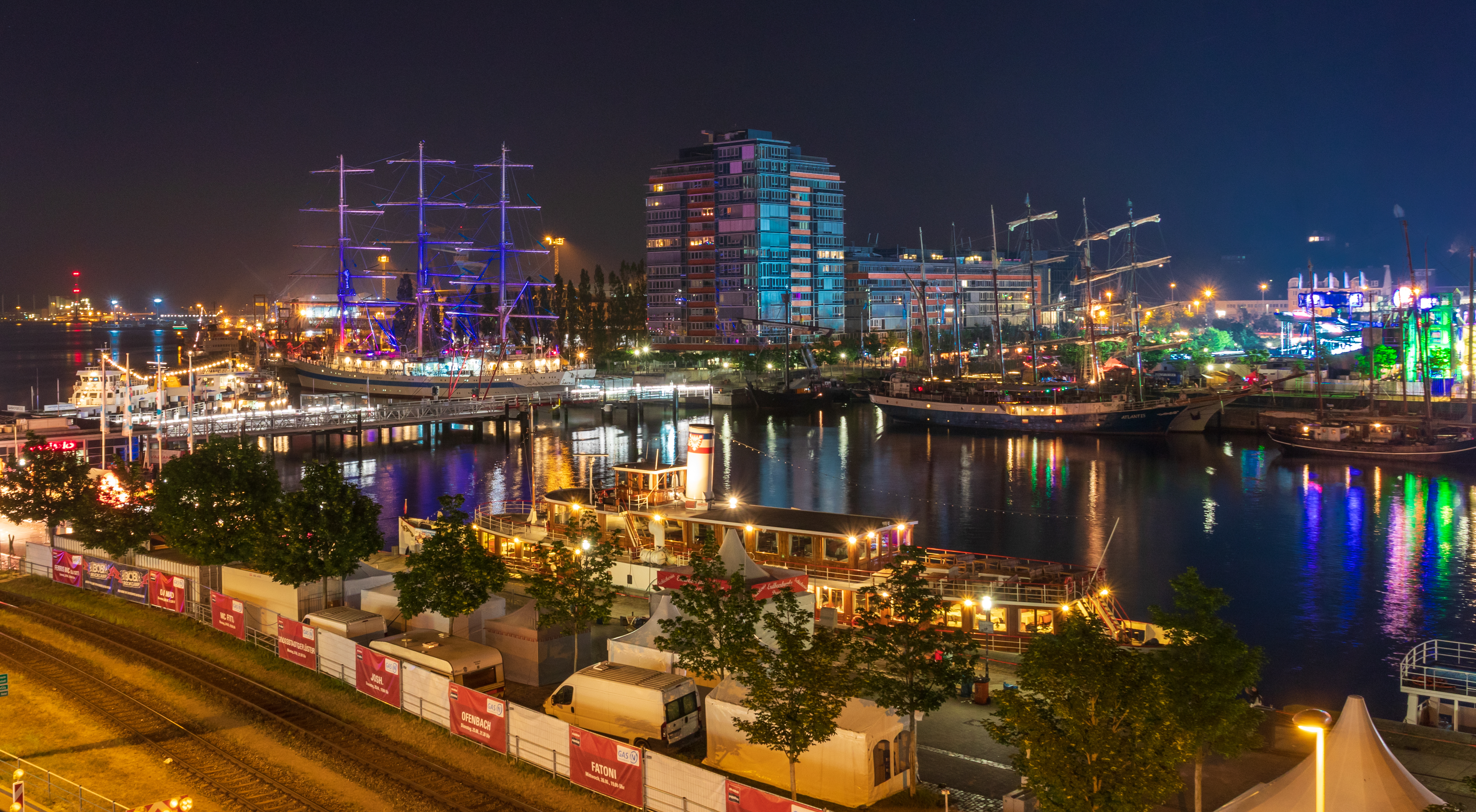